# Rodolfo Melani
Rodolfo Melani fue un futbolista italiano que jugaba como defensa.

## Carrera
Con Sampierdarenese tiene un total de 26 partidos en la máxima categoría entre temporada 1922-1923 y la temporada 1926-1927.
Tras la fusión con Andrea Doria, Melani juega 4 partidos más con la recién nacida La Dominante en el campeonato 1927-1928.
Mario Melani fue considerado erróneamente como jugador del Sampierdarenese y de "La Dominante" solo porque fue incluido en la lista de fichajes en 1928, pero él no era pariente de Rodolfo y era mucho más joven que él (Mario era reserva). El nombre de Rodolfo se puede ver en sus descalificaciones por parte del Comité Regional de Liguria para los partidos del período 1919-1922 publicado en La Gazzetta dello Sport.

## Nota
1. ↑  La Biblioteca del Calcio (1922-1923 edición). Geo Edizioni. pp. p. 22.
2. ↑  La Biblioteca del Calcio (1923-1924 edición). Geo Edizioni. pp. p. 32.
3. ↑  La Biblioteca del Calcio (1924-1925 edición). Geo Edizioni. pp. p. 64.
4. ↑  La Biblioteca del Calcio (1925-1926 edición). Geo Edizioni. pp. p. 107.
5. ↑  La Biblioteca del Calcio (1926-1927 edición). Geo Edizioni. pp. p. 74.
6. ↑  La Biblioteca del Calcio (1927-1928 edición). Geo Edizioni. pp. p. 79.
7. ↑  Liste di trasferimento 1928, da «Il Littoriale», agosto 1928.